# 勧修寺保都
勧修寺 保都（かんしゅうじ たもつ、1996年12月5日 - ）は、日本の元俳優、元男性ファッションモデル。東京都江戸川区出身。YGエンターテインメント所属していた。叔母は元モーニング娘。で歌手の後藤真希、叔父は元EE JUMPの後藤祐樹。弟は同じ俳優、男性ファッションモデルの勧修寺玲旺。いとこ（叔父の娘）はアイドルの芹澤もあ。

## 略歴
弟（勧修寺玲旺）が2012年ジュノン・スーパーボーイ・コンテストのオーディションを受け、それをきっかけで芸能界で活動していく様子を見て、自身も芸能界を志し、2014年に第27回ジュノン・スーパーボーイ・コンテストに応募、ファイナリストに選出されたことを期にYG ENTERTAINMENTに所属。
2015年、舞台『神様と過ごした10日間 2015』（主演）で俳優デビューを果たす。
同年11月に行われた『毛皮のマリー』のオーディションでは、約300人の中から美輪明宏演じる日本一美しい男娼・毛皮のマリーに過保護に育てられる絶世の美少年・欣也役に選ばれ注目を集めた。
2020年4月30日、YGエンターテインメントを離れることをTwitterで報告。
2021年、SKY-HI主催のボーイズグループ発掘オーディション「THE FIRST」に参加するも3次審査で落選。同年5月よりYouTubeチャンネル「たもちゅーぶです!!」を開設し、YouTubeでの活動を行っている。

## 人物
座右の銘は「為せば成る 為さねば成らぬ 何事も」。
好きな食べ物はうどん。嫌いな食べ物は梅干し。

## 出演

### テレビドラマ
- 忠臣蔵の恋〜四十八人目の忠臣〜（2016年12月24日、NHK） ‐ 大石主税 役
- 銀と金 第1話（2017年1月7日、テレビ東京） - 翼 役
- レンタルの恋 第3話（2017年2月3日、TBS） - 男子高校生 役
- 100万円の女たち 第4話（2017年5月5日、テレビ東京） - 北野 役
- CRISIS 公安機動捜査隊特捜班 第7話（2017年5月23日、関西テレビ） - 鶴岡 役
- 居酒屋ふじ 第10話（2017年9月9日、テレビ東京） - ヤンキー 役
- さくらの親子丼 第2話（2017年10月14日、フジテレビ） - 真太郎 役
- 奥様は、取り扱い注意 第4話（2017年10月25日、日本テレビ） - 中丸志郎 役
- 花にけだもの 第3話（2017年11月13日、dTV・FOD）
- 人狼ゲーム ロストエデン （2018年1月20日 - 3月24日、tvk ほか） - 都築涼役
- 科捜研の女 Season17 第15話 （2018年3月1日、テレビ朝日） - 新見アキラ 役
- 人狼ゲームインフェルノ（2018年4月7日） - 都築涼　役　回想シーン・写真
- 花のち晴れ〜花男 Next Season〜（2018年4月17日 - 6月26日、TBS） - 桐島陸 役
- やれたかも委員会 山なみ編（2018年4月29日 、MBS・TBS） - 増田伸照 役
- 西郷どん（2018年6月24日 - 12月、NHK） - 徳川家茂 役
- 刑事7人 第5話（2018年8月8日、テレビ朝日） - 田畑亮介（青年期） 役
- 初めて恋をした日に読む話 第2話（2019年1月22日、TBS） - 伊東 役
- 神酒クリニックで乾杯を 第9話（2019年3月23日、BSテレ東／2019年6月17日、テレビ東京） - 川奈雄太 役
- ストロベリーナイト・サーガ 第7話 - 第9話（2019年5月23日 - 6月6日、フジテレビ） - 牧田勲（青年期） 役
- ハル～総合商社の女～ 第3話（2019年11月4日、テレビ東京）[8]

### 映画
- きょうのキラ君 （2017年2月25日公開、ショウゲート、川村泰祐監督） - クラスメイト 役
- トモシビ　銚子電鉄6.4kmの軌跡 （2017年6月公開、トモシビパートナーズ、杉山泰一監督） - 木村啓吾 役
- スクールアウトサイダー（2017年8月31日公開、松本花奈監督）[9] - シュン 役
- Sea Opening（2018年2月10日公開、堀内博志監督） - 西野優 役
- 名前（2018年6月30日公開、戸田彬弘監督） - 榎本翔矢 役

### 短編映画
- どまんなか!（2017年10月10日公開、佐世保映像社、大和孔太監督） - 佐藤修二 役

### 舞台
- HIROSE PROJECT LIVE vol.19『神様と過ごした10日間 2015』（2015年11月11日 - 15日、神奈川・ラゾーナ川崎プラザソル） - 主演・新堂草太 役
- 空想組曲 vol.12『小さなお茶会。』（2015年12月5日 - 13日、東京・CBGKシブゲキ!!） - 中西敬太 役
- 美輪明宏主演・演出舞台『毛皮のマリー』（2016年4月2日 - 17日、東京・新国立劇場／4月27日 - 5月3日、東京・PARCO劇場／5月28日,29日、神奈川・神奈川芸術劇場） - 美少年・欣也 役
- Superendroller LIVE “scene05″『365日、36.5℃』（2019年10月30日 - 11月4日、東京・すみだパークスタジオ 倉） - 燈志郎 役

### WEBムービー
- 平成29年度 特許庁 模倣品・海賊版 撲滅キャンペーン『本物を買った。未来が笑った。』（2017年）
- TOYOTA サポトヨ WEB限定ムービー『Don't Cross the Line.』（2018年）

### CM
- 楽天生命レディ（2015年）
- ヤマハ発動機  Revs your Heart 企業映像「乗り物は可能性をくれる」（2017年）
- ミドリ安全 フラットメット（折りたたみ防災ヘルメット）「信長」篇（2017年）

## 書籍

### 雑誌
- 『JUNON』（主婦と生活社） - モデル（2014年 - ）